# René Walschot
René Walschot, né le 21 avril 1916 à Beersel et mort le 16 juin 2003 à Hal, est un coureur cycliste belge, professionnel de 1935 à 1940 puis de 1946 à 1953.

## Palmarès
- 1936
  - 3e étape du Tour du Nord
  - 2e du championnat de Belgique indépendants
  - 2e du Tour du Nord
  - 2e du Tour de Belgique indépendants
  - 2e de Paris-Hénin Liétard
  - 3e du Tour des Flandres des indépendants
- 1937
  - Paris-Limoges
  - 2e du Tour de Belgique
  - 4e de la Flèche wallonne
  - 7e du Tour des Flandres
- 1938
  - 2e de Bordeaux-Paris
  - 6e de Paris-Roubaix
  - 8e du Tour des Flandres
- 1939
  - Derby de Saint-Germain
  - 2e de Bordeaux-Paris
- 1946
  - 2e de la Flèche wallonne
  - 5e de Bordeaux-Paris
- 1948
  - 3e de Bordeaux-Paris
- 1949
  - Circuit des trois villes sœurs
  - 2e du Grand Prix de Wallonie
  - 2e du Circuit de l'Ouest
  - 3e de Bruxelles-Moorslede
  - 10e du Grand Prix des Nations
- 1950
  - Circuit des trois villes sœurs
  - 3e du Circuit de l'Ouest à Mons
  - 3e de Bruxelles-Bost (ex aequo avec Georges Claes)
  - 6e de la Flèche wallonne
- 1951
  - 3e de Bruxelles-Couvin
  - 6e de Paris-Tours
  - 10e de Paris-Brest-Paris
- 1952
  - 2e de Vienne-Graz-Vienne
- 1953
  - 2e du Circuit de la Dendre
  - 3e du Circuit de l'Ouest à Mons
  - 10e de Paris-Bruxelles